# Zdzisław Kostrzewa
Zdzisław Kostrzewa é um ex-futebolista polonês. Ele competiu na Copa do Mundo FIFA de 1978, sediada na Argentina, na qual a seleção de seu país terminou na quinta colocação dentre os 16 participantes.